# 国鉄5490形蒸気機関車

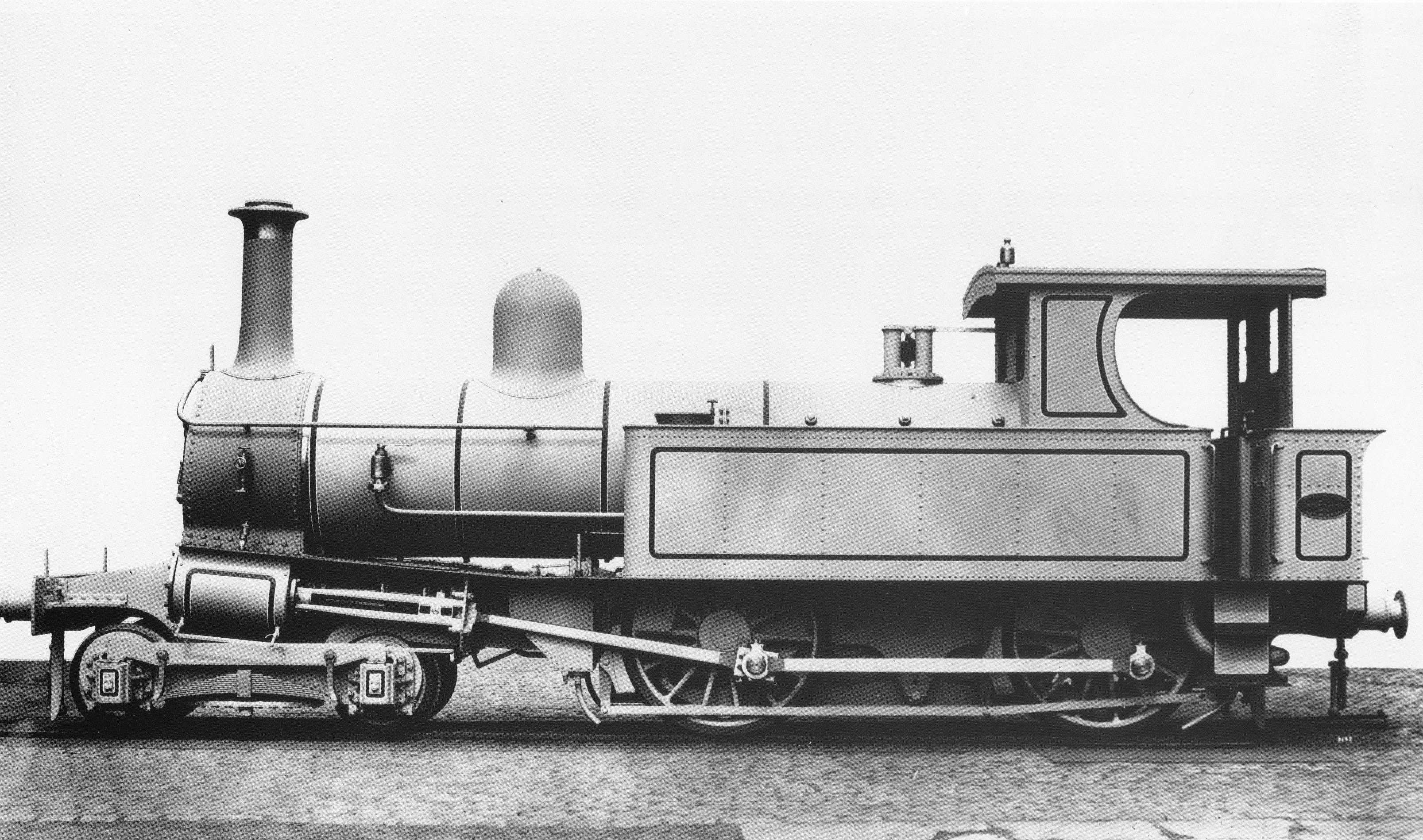
車番不明（後の鉄道院5490形）原型。新製時はタンク機関車であった。

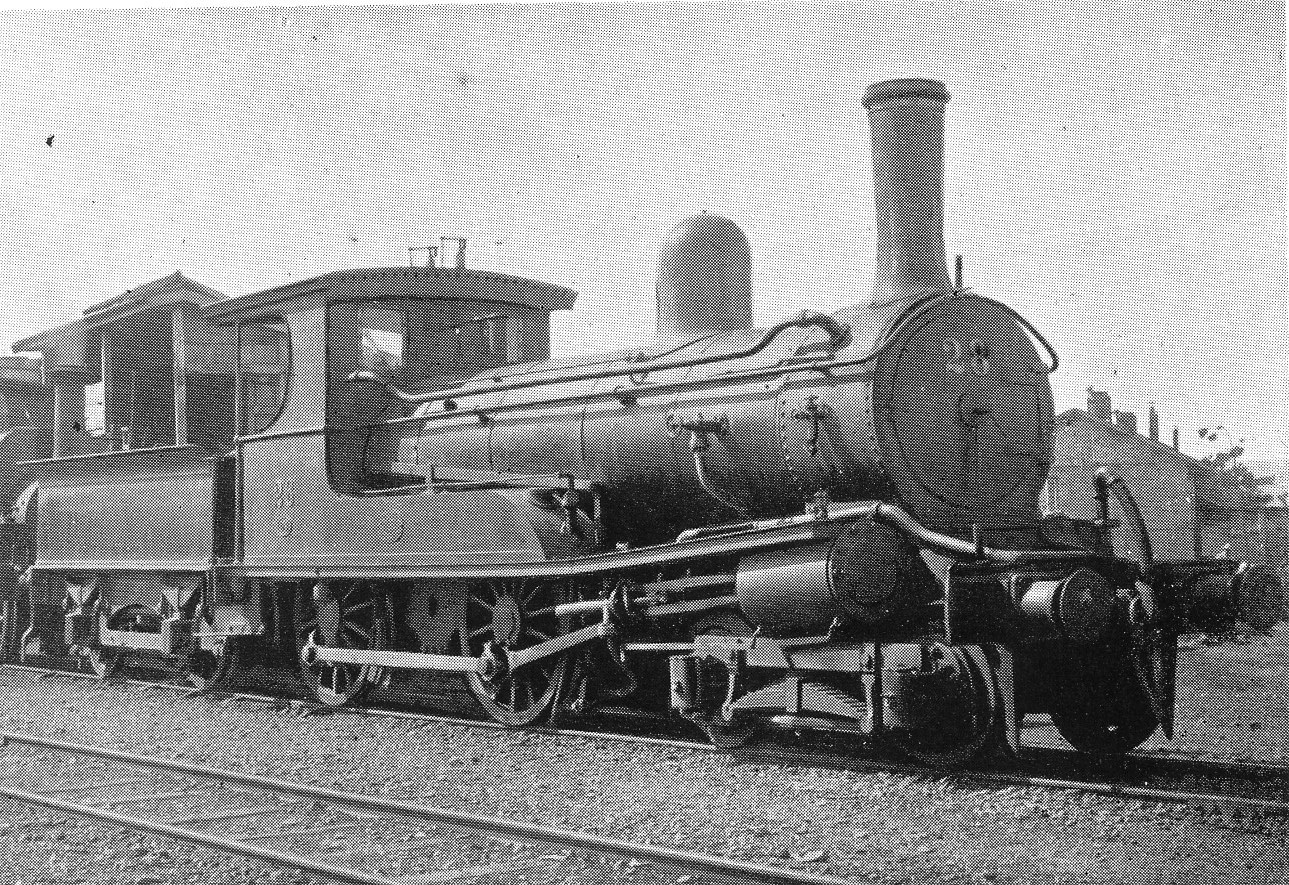
鉄道作業局 28（後の鉄道院 5491）。テンダー機関車に改造後。

5490形は、かつて日本国有鉄道の前身である鉄道院に在籍した蒸気機関車である。
1882年（明治15年）に、2両がイギリスのベイヤー・ピーコック社 (Beyer, Peacock & Co. Ltd., Gorton Foundry) で製造され、官設鉄道が輸入した蒸気機関車（製造番号2159, 2160）である。
後に5300形となったテンダー機関車2両とともに輸入された、車軸配置4-4-0 (2B) で2気筒単式の飽和式タンク機関車であったが、1884年（明治17年）8月に神戸工場でテンダー機関車に改造された。中心ピンを左右にスライドできるようにして曲線通過を容易としたアダムズ式ボギー台車を採用した先台車やボイラーの火室を挟む形の動輪配置、ならびに斜めに取付けられたシリンダやそれに沿うように前方に向かって斜めにはね上がったランボードなど、のちに大増備される5500形系列の原型となった形式である。

## 構造
本形式は、先に述べたようにタンク機関車として製造された。4-4-0型車軸配置のタンク機関車は、構造上背水槽と炭庫の容量に制限を受けるため、ヨーロッパでは0-4-4 (B2) 型車軸配置の方が一般的であったが、4-4-0型車軸配置も決して少数という訳ではなかった。日本来着後、新橋工場で組立てられた本形式であるが、試運転の結果、「水槽容量が十分でなく、制動力が不足していた」との評価を下され、「使用を中止して神戸工場に送られた」と雇外国人年報に記載されている。また、東部では速成の日本鉄道線が未だ地盤が軟弱で重量機関車が使えず、東部全体としては大型機関車が余り、西部に転用したものの、路線距離の長い西部ではテンダー式機関車の方が使いやすく、軸重も減らすことができるため、テンダー式に改造してしまったのではないかとの、蒸気機関車研究家の金田茂裕による推定もなされている。
テンダー式への改造にあたっては、運転台背部の炭庫と側水槽を撤去し、2軸式のテンダーを新製している。また、スプラッシャー（泥よけ）は、運転台直下の第2動輪から第1動輪まで一体化した独特のもので、本形式特有のものである。また、このスプラッシャーには砂箱も取付けられていたが、滑らかな曲線形状のスプラッシャーと完全に一体化されている。
動輪直径は1,372mm (4ft6in) 、弁装置はスチーブンソン式、安全弁はラムズボトム式である。

### 主要諸元
- 全長 : 14,008mm
- 全高 : 3,658mm
- 軌間 : 1,067mm
- 車軸配置 : 4-4-0(2B)
- 動輪直径 : 1,372mm
- 弁装置 : スチーブンソン式
- シリンダー（直径×行程） : 394mm×559mm
- ボイラー圧力 : 9.1kg/cm2
- 火格子面積 : 1.33m2
- 全伝熱面積 : 84.4m2
- 機関車運転整備重量 : 32.9t
- 機関車動輪上重量（運転整備時） : 不明
- 炭水車重量
  - 運転整備時 : 不明
- 機関車性能
  - シリンダ引張力 : 4,890kg
- ブレーキ装置 : 手ブレーキ

## 運転・経歴
輸入当初の本形式は、東部地区に配属され27, 29と付番された。後に西部（神戸）地区に移り、1893年（明治26年）の日本鉄道分離の際にS形 (26, 28) に改められた。1898年（明治31年）の鉄道作業局ではD3形と定められ、一時奥羽線に転用されていたようである。
鉄道国有法施行を受けて1909年（明治42年）に制定された鉄道院の車両形式称号規程では5490形 (5490, 5491) となっており、中部鉄道局に配置されて北陸線富山付近で使用されていたと推定されている。
その後、5490が1918年（大正7年）11月に成田鉄道（現在のJR東日本成田線の一部）に譲渡され、同社の10となった。成田鉄道は1920年（大正9年）9月に買収・国有化されたため、再び国有鉄道籍となったが、翌1921年（大正10年）に廃車解体された。
一方、5491は1919年（大正8年）3月に筑波鉄道に譲渡され同社の4となり、1937年（昭和12年）まで使用された。筑波鉄道時代の同機のスプラッシャーは、第1動輪のものと第2動輪のものが分離した形態になっていたが、これが改造時からのものであったのか、その後に改造されたものなのかは、両説あって定かでない。